# اولیویا پاسکال
اولیویا پاسکال (آلمانی: Olivia Pascal؛ زادهٔ ۲۶ مهٔ ۱۹۵۷) بازیگر اهل آلمان است. وی از سال ۱۹۷۷ میلادی تاکنون مشغول فعالیت بوده است.
از فیلم‌ها یا برنامه‌های تلویزیونی که وی در آن نقش داشته است می‌توان به پشت دیوارهای صومعه، هلیکوپتر امداد و ماه خونین اشاره کرد.